# The Secret Man: Mark Felt
Ne doit pas être confondu avec The Secret Man.
Pour plus de détails, voir Fiche technique et Distribution.
The Secret Man: Mark Felt ou The Secret Man (Mark Felt: The Man Who Brought Down the White House) est un thriller politique américain écrit et réalisé par Peter Landesman, sorti en 2017.
Le film est inspiré d'une histoire vraie, celle de l'agent du FBI W. Mark Felt, devenu la source anonyme, surnommée Gorge profonde, des deux journalistes Carl Bernstein et Bob Woodward qui ont révélé le scandale du Watergate dans les pages du Washington Post en 1973. Un scandale politique qui poussa le président des États-Unis Richard Nixon à démissionner un an après.

## Synopsis
En 1973, l'agent du FBI Mark Felt va, anonymement sous le nom de Gorge profonde, aider les journalistes du Washington Post Carl Bernstein et Bob Woodward à révéler le scandale du Watergate.

## Fiche technique
Sauf indication contraire, les informations mentionnées dans cette section peuvent être confirmées par la base de données cinématographiques IMDb,  présente dans la section « Liens externes ».
- Titre original : Mark Felt: The Man Who Brought Down the White House
- Titre français : The Secret Man: Mark Felt
- Réalisation et scénario : Peter Landesman
- Décors : Kristie Thompson
- Costumes : Lorraine Calvert
- Photographie : Adam Kimmel
- Montage : Tariq Anwar
- Musique : Daniel Pemberton
- Production : Marc Butan, Giannina Facio, Gary Goetzman, Tom Hanks, Peter Landesman, Jay Roach et Ridley Scott

Producteurs délégués : Yale Badik, Nik Bower, Des Carey, Deepak Nayar, Michael Schaefer, Steve Shareshian et Colin Wilson
Coproducteur : Tom Moran
- Sociétés de production : Endurance Media, MadRiver Pictures, Playtone et Scott Free Productions et Torridon Films
- Sociétés de distribution : Sony Pictures Classics (États-Unis), Paramount Pictures France (France)
- Pays d'origine :  États-Unis
- Langue originale : anglais
- Format : couleur
- Genre : thriller politique, historique
- Durée : 103 minutes
- Dates de sortie : 
  - Canada : 8 septembre 2017 (festival international du film de Toronto 2017)
  - États-Unis : 29 septembre 2017
  - France : 1er novembre 2017

## Distribution

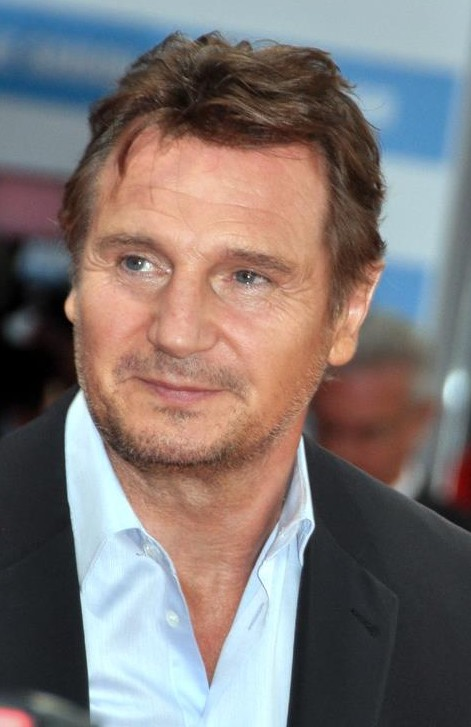
Le rôle principal est tenu par Liam Neeson.

- Liam Neeson (VF : Frédéric van den Driessche) : William Mark « Gorge profonde » Felt
- Diane Lane (VF : Martine Irzenski) : Audrey Felt, la femme de Mark
- Tony Goldwyn (VF : Philippe Valmont) : Edward S. Miller
- Maika Monroe (VF : Émilie Marié) : Joan Felt, la fille de Mark
- Kate Walsh : Pat Miller, la femme d'Edward
- Josh Lucas (VF : Alexis Victor) : l'agent du FBI et lieutenant Charlie Bates
- Michael C. Hall (VF : Emmanuel Curtil) : le conseiller juridique John Dean
- Marton Csokas (VF : Boris Rehlinger) : le directeur du FBI Patrick Gray
- Tom Sizemore (VF : Renaud Marx) : l'agent du FBI Bill William C. Sullivan
- Julian Morris (VF : Taric Mehani) : le journaliste Bob Woodward
- Wendi McLendon-Covey : Carol Tschudy, la secrétaire de Felt
- Ike Barinholtz (VF : Serge Faliu) : agent Angelo Lano
- Bruce Greenwood (VF : Bernard Lanneau) : le reporter Sandy Smith, pour Time
- Brian d'Arcy James (VF : Bruno Magne) : l'agent du FBI Robert Kunkel
- Noah Wyle (VF : Éric Missoffe) : Stan Pottinger
- Colm Meaney : un agent de la CIA
- Eddie Marsan (VF : Gérard Darier) : un agent de la CIA
Version française
  - Société de doublage : Mediadub international
  - Direction artistique : Éric Legrand
  - Adaptation des dialogues : Gilles Coiffard

 Source et légende : version française (VF) sur RS Doublage et selon le carton du doublage français.

## Production

### Genèse et développement
Un projet de film sur W. Mark Felt est annoncé dès janvier 2006. Il doit alors être écrit par Peter Landesman, réalisé par Jay Roach et produit par Universal Pictures et Playtone (fondée par Tom Hanks et Gary Goetzman). En novembre 2015, il est révélé que Peter Landesman dirigiera finalement lui-même le film, alors intitulé Felt. MadRiver Pictures rejoint la production, ainsi que Scott Free Productions (Ridley Scott) et Cara Films.

### Attribution des rôles
En novembre 2015, Liam Neeson rejoint le projet pour incarner W. Mark Felt. Dans la foulée, Diane Lane décroche le rôle de sa femme, Audrey. Jason Bateman obtient ensuite le rôle d'un agent du FBI, Charlie Bates. En décembre 2015, Maika Monroe obtient un rôle non spécifié.
En avril 2016, le reste de la distribution est annoncée : Tony Goldwyn est engagé pour jouer Edward S. Miller (en) et Kate Walsh pour jouer sa femme, Pat. Josh Lucas sera Charlie Bates, Michael C. Hall sera John Dean, Marton Csokas et Tom Sizemore des agents du FBI, etc.
Le véritable petit-fils de W. Mark Felt, Will Felt, réalise un petit caméo dans le rôle d'un agent de la CIA.

### Tournage
Le tournage débute le 2 mai 2016 à Atlanta,.